# Sylvester Churchill

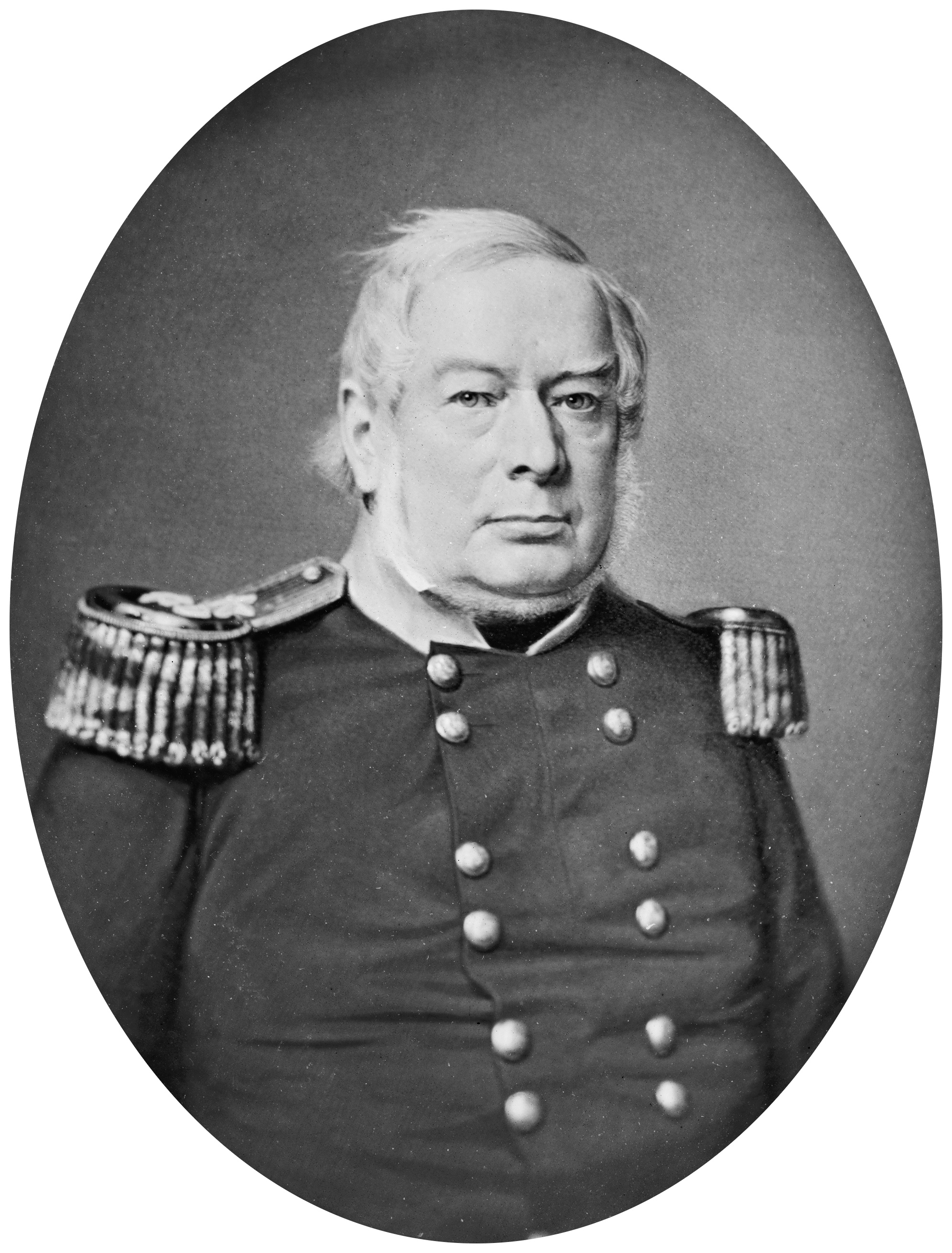
Sylvester Churchill

Sylvester Churchill (* 2. August 1783 in Woodstock, Vermont; † 7. Dezember 1862 in Washington, D.C.) war ein amerikanischer Journalist und Offizier der United States Army.

## Jugend
Churchill wurde als Sohn von Joseph und Sarah Churchill, geborene Cobb, geboren. Er besuchte mehrere Schulen in seiner Heimatstadt und wurde danach Journalist. Im Jahr 1808 veröffentlichte er als Verleger die Wochenzeitung "The Vermont Republican". Am 30. August 1812 heiratete er in Windsor Lucy Hunter (1786–1862), die Tochter von William und Mary Hunter, geborene Newell.

## Militärische Karriere
Bei Ausbruch des Britisch-Amerikanischen Krieges 1812 wurde er am 12. März 1812 zum Oberleutnant beim 3. U.S. Artillerieregiment befördert. Am 15. August 1813 wurde er zum Hauptmann befördert und wechselte danach zum 1. Artillerieregiment. Wieder zurück beim 3. Artillerieregiment, wurde er am 1. Juni 1821 zum Major, am 6. April 1835 zum Oberst und am 25. Juni 1841 zum Generalinspekteur ernannt. In Anerkennung seiner Dienste unter General John E. Wool in der Schlacht von Buena Vista im Mexikanisch-Amerikanischen Krieg erhielt er am 23. Februar 1847 den Rang eines Brevet Brigadegenerals. Zu Beginn des Bürgerkrieges war er seit 20 Jahren Generalinspekteur der Armee. Am 25. September 1861 schied er aus gesundheitlichen Gründen aus der Armee aus und ging in den Ruhestand. Ihm folgte als neuer Generalinspekteur Randolph B. Marcy. Im darauf folgenden Jahr verstarb Churchill in Washington.

## Ehrungen
Das Churchill County in Nevada, das im Jahr 1861 gegründet wurde, ist nach ihm benannt, ebenso das Fort Churchill in Silver Springs. Das Fort wurde 1861 errichtet und 1869 wieder aufgegeben.

## Verwandtschaft
Sylvester Churchill war ein entfernter Verwandter von Winston Churchill. Auf die offensichtliche Familienähnlichkeit im Porträt wurde von Winston Churchill und anderen Zeitgenossen hingewiesen.